# Journées mondiales de la jeunesse 1993
Les Journées mondiales de la jeunesse 1993 sont un rassemblement de jeunes catholiques du monde entier qui s'est déroulé à Denver, dans l'État du Colorado, aux États-Unis du 10 au 15 août 1993.

## Thème
Le thème choisi par le pape Jean-Paul II pour ces journées est tiré du dixième chapitre de l'Évangile de Jean, verset 10 : « Moi, je suis venu pour qu'on ait la vie et qu'on l'ait surabondante ».